# Janez Mihelčič
Janez Mihelčič SJ (* 13. Mai 1942 in Radovljica, Slowenien) ist ein slowenischer Ordensgeistlicher und emeritierter römisch-katholischer Apostolischer Administrator von Kirgisistan.

## Leben
Janez Mihelčič trat der Ordensgemeinschaft der Jesuiten bei und legte am 7. September 1966 die ewige Profess ab. Er empfing am 23. März 1975 das Sakrament der Priesterweihe.
Am 31. Juli 2016 ernannte ihn Papst Franziskus zum Apostolischen Administrator von Kirgisistan. Die Amtszeit von Janez Mihelčič endete am 29. August 2017 mit der Ernennung von Anthony James Corcoran SJ zum Apostolischen Administrator von Kirgisistan.